# ムハンマド・アリー・ジンナー
ムハンマド・アリー・ジンナー（英語: Muhammad Ali Jinnah, ウルドゥー語: محمد علی جناح, ヒンディー語: मुहम्मद अली जिन्ना, 1876年12月25日 - 1948年9月11日）は、インド・ムスリム連盟およびムスリム連盟の指導者。イギリス領インド帝国におけるムスリム（イスラム教徒）の有力指導者であり、第二次世界大戦後、ヒンドゥー教徒が多数派を占める地域との別個の国家を樹立するインド・パキスタン分離独立に関わり、パキスタンの初代総督となった。パキスタンでは「カーイデ・アーザム」（قائد اعظم ：「最も偉大な指導者」の意）や、「バーバーイェ・コウム」（بابای قوم：建国の父の意）としても知られている。

## プロフィール

### 生い立ち
グジャラート系のホージャー派ムスリムの子、ムハンマド・アリー・ジンナーバーイーとして、イギリス領インド帝国期のシンド州カラチで生まれた。ジンナーの誕生日は、彼についての最も古い学校の記録によると1875年10月20日とされているが、後年ジンナー自身が1876年12月25日に誕生したと公言しているため、現在パキスタンにおいては後者が彼の誕生日として国民の祝日に定められている。
ジンナーは7人兄弟の長男として生まれた。彼の父親はジンナーが生まれる前にカーティヤーワール半島から、カラチに移住してきたグジャラート商人であった 。ジンナーの祖父は、カーティヤーワール半島出身のバーティヤー・カースト（Bhatia：クシャトリヤ階層の一つ）の出身であり、この祖父の時代にジンナーの一族がパンジャーブ地方のムルターンへと移住していることから、ジンナーの祖先は同じパンジャーブ地方に起源を持つラージプート系ヒンドゥーだと推測されている。
ジンナーの家族はシーア派のホージャー派に所属していたが、後にジンナー自身は十二イマーム派へと改宗している。ジンナーはグジャラート語を母語として育ったが、現在グジャラート州で86万人ほどの話者人口を有するカッチ語やシンド語、英語などを習得した。
ジンナーはカラチやボンベイでの初等・中等教育を受けた後カラチのミッションスクールへ、そして16歳のときにボンベイ大学の試験に合格した。1892年に宗主国のイギリス（英国）の首都であるロンドンに渡った。ロンドンにはグラハムズ・シッピング&トレーディング・カンパニーがあり、この会社は、グラスゴーに本拠地を置き織物とポートワインを手がけていた商社でジンナーの家族が営む会社と取引があった。ジンナーは、渡英直前に母親の進めもあり2歳年下の遠縁の娘と結婚したが、その結婚生活は短く2年後に若くして妻に先立たれる。また、ジンナーのイギリス滞在中にはその母親も亡くなった。
ジンナーは会社員生活を辞め、1896年にリンカーンズ・イン法律協会に入った。そこで弁護士資格を取得した。19歳のインド人弁護士の誕生は当時最年少の記録であった。ほぼ同じころ、ジンナーは政治への関心を持ち始めた。彼が尊敬する政治家は、当時活躍していたインド人のゾロアスター教徒の政治活動家ダーダーバーイー・ナオロージーや、1890年にインド国民会議派の代表を務めたフェローズシャー・メヘターであった。
ジンナーのイギリス滞在も後半になると、父親の家業が傾いたせいもありイギリスを去り、ボンベイで弁護士事務所を開業した。弁護士生活は成功を収め、ボンベイのマラバール・ヒルに後年「ジンナー・ハウス」と呼ばれることになる邸宅を構えた。ジンナーの評判は、国民会議派のインド独立運動指導者バール・ガンガーダル・ティラクの知ることとなり、1905年にティラクが中心となった騒擾事件をめぐる裁判の弁護人としてジンナーが雇われることになった。ジンナーは法廷で、「インド人が自らの国での自由と自治を要求するのは当然のことであり、そのようなティラクの要求行動は決して騒擾などではない」という主張を展開したが、ティラクは最終的に投獄されてしまうこととなった。

### 政界へ
ジンナーは1896年、当時のインドで最大の政治組織であった国民会議派に参加した。そのころの国民会議派の参加者と同じように、ジンナー自身は早急なインド独立を望んでいなかった。その理由は、教育や法律、文化、産業といった分野でのインドにおけるイギリスの影響力を考慮していたからである。ジンナーは、60人によって構成された帝国評議会に参加したが、評議会自身は全く権力と権威を持っているわけではなかった。
第一次世界大戦中、ジンナーは、インドがイギリスに戦争協力する見返りに自治権承認を得ることを希望して、他のインド人運動家とともにイギリスの戦争を支持した。
ジンナーは、1906年に設立された全インド・ムスリム連盟に参加することを当初敬遠していた。しかし、1913年にムスリム連盟に加入し、大戦中の1916年にラクナウで開催された党の年次集会において連盟代表に選出された。同年、国民会議派とムスリム連盟の合同会議がラクナウで開催され、ラクナウ協定（Lucknow Pact）が採択された。この協定は、イギリスに対しインドの広範の自治を要求していくという内容であったが、ジンナーはこの策定作業に参加した。ジンナーの主張は、オーストラリア、ニュージーランド、カナダなど英領植民地が前身となった国家と同等の自治権をインドにも認めるよう要求する、というものであった。
この一方、私生活においては1918年に2度目の結婚をする。相手の女性ラタンバーイーは24歳年下でボンベイのゾロアスター教徒の名家出身の女性であった。この結婚はジンナー側のムスリム・コミュニティーからのみならず、新婦一族のゾロアスター教徒側からも激しい反対を受けた。そのためラタンバーイーはイスラームに改宗し、マリヤム・ジンナーと改名した。その結果、彼女は自分の親族およびゾロアスター教徒コミュニティーから絶縁されてしまうこととなった。ジンナー夫妻はボンベイに住居を構え、インド国内やヨーロッパ各地を旅行した。1919年に夫妻の間に女児が生まれ、ディーナー・ジンナーと名づけられた。

### ガンディーの登場とジンナー

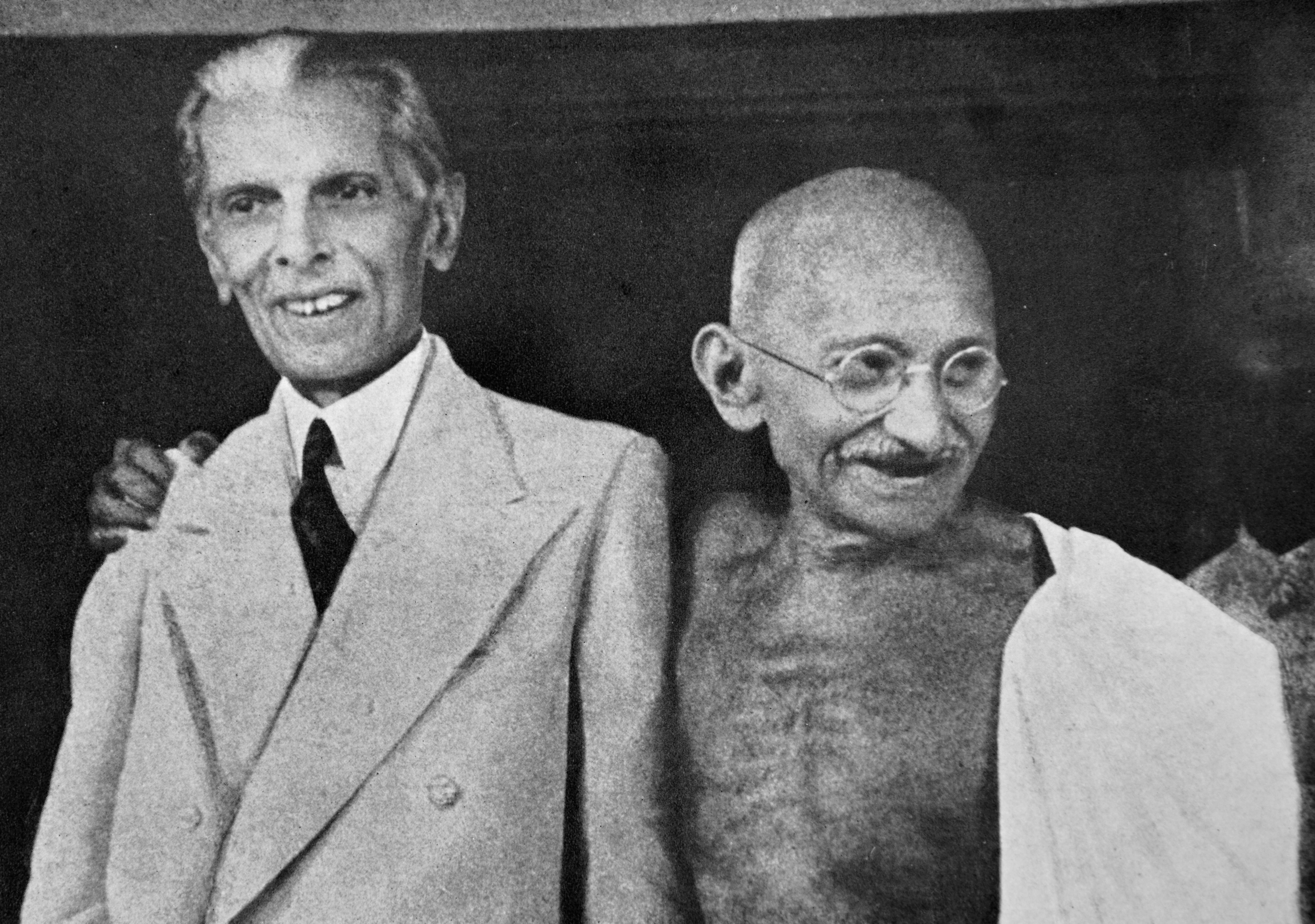
ジンナーとガンディー

1915年、モーハンダース・カラムチャンド・ガンディーが英国自治領だった南アフリカ連邦より帰国し、ビハール州のインディゴ栽培業者との闘争、アフマダーバードの工場経営者との闘争、グジャラートの納税拒否闘争を指導した。ガンディーが20年間、南アフリカで展開してきた非暴力不服従の方式を踏襲していた。ガンディーは他の国民会議派の指導者とは異なり、洋服を着ることはなかったし、英語に代わり、インドの言語を使用した。また、ヒンドゥーの教義に忠実であった。そのため、ガンディーが指揮する独立運動はインドのヒンドゥーの間で多くの支持を集めた。
もっとも、ガンディーの運動は、カルカッタ（現コルカタ）、ボンベイ（現ムンバイ）、マドラス（現チェンナイ）といった大都市出身の、1920年以前の国民会議派の社会的エリート層からは支持されなかった。彼らは、合法的な抵抗運動を支持しながらも、社会的な恩恵にあずかれる司法機関・立法機関の役職を勤めていたからである。また、各地の藩王国や人口密度の少ない中央インドの山間部に住む人々や、職人カーストや土地を持たない最下級カーストに所属する人々はガンディーの運動と無縁であった。ガンディーの行動に対しては、マハーラーシュトラ州のティラク支持者も1920年にティラクが死亡するまで賛同しなかった。詩人ラビンドラナート・タゴールもガンディーの行動を一つの狭い分野に固執しているとして嫌悪していた。
このような中で、ジンナーもまたガンディーの運動を批判した。1920年に国民会議派を脱会した。ジンナーの政治運動の根底には穏健派ゴーパール・クリシュナ・ゴーカレー（Gopal Krishna Gokhale）と行動をともにするうち身に着けた政治理念があり、よって抵抗活動は合法的に展開するものであり不穏当な大衆運動は支持しない方針であったのが理由である。また、ガンディーの運動は、イスラームとヒンドゥーという2つの共同体によって構成されているインドが完全に2つに割れてしまう可能性を孕んでいると考えてもいた。ジンナーは、ムスリム連盟の代表になったが、そのために連盟内の派閥争い、すなわち親英派と新国民会議派の対立に巻き込まれざるをえなくなった。1927年にはイギリス人のみで構成されたサイモン委員会に対抗する一方で、将来の憲法起草のためムスリムとヒンドゥーの指導者間の交渉に入った。
1928年、国民会議派を指導していたネルーの手によって「ネルー報告」がまとめられた。この報告において、インドの即時独立を主張する一方で、ムスリムに関しては分離選挙を実施するという1916年の国民会議派の約束を反故にし、また、議会でムスリムのための議席数を確保することも否定されていたため、ムスリム側は到底この報告書の提案を認めることはできなかった。当時、ジンナーは、議会で3分の1の議席数がムスリム側に留保されること、移譲してしかるべき権限が中央政府から地方政府へ移譲されるのであれば分離選挙は断念してもよいと考えていた。そのため、1929年3月28日、ジンナーの14条（en）を発表することで両陣営の妥協を図ろうとした。しかし、ジンナーの提案は、国民会議派や他の政党から反対を受けた。
ヒンドゥー側との対立を深めていた時期、ジンナーの私生活は様々な困難に直面していた。その背景にはジンナーの政治的活動が活発であったことがあり、ジンナーはヨーロッパ旅行などをすることで夫婦間の関係を保とうとした。しかし、結婚生活は1927年に破局。さらに1929年、離婚した妻が重病を患い亡くなるとジンナーは悲しみにくれた。
1931年、ロンドンで円卓会議が開催された。しかし、ジンナーは、ガンディーを批判すると同時に、会議の始まりの段階で既に幻滅していたとされる 。ムスリム連盟内部は一枚岩ではなく、ジンナーは政治の表舞台から退場し、イギリスで再び法律の世界で働くことを決めた。また、以降ジンナーの生涯において妹ファーティマ・ジンナーが最も親密な助言者となる。ファーティマは、ジンナーの娘ディーナーの出産を助けていた。しかし、後にディーナーがゾロアスター教徒の家系出身でキリスト教徒のビジネスマンと結婚すると、ジンナーと娘の関係は疎遠なものとなっていた。

### 「パキスタン」構想
アーガー・ハーン3世、チョウドリー・ラフマト・アリー、ムハンマド・イクバールなどのイスラーム指導者は、ジンナーが再びムスリム側の団結をとりまとめてくれることを期待して、インドへの帰国を促した。1934年、ジンナーは帰国してムスリム連盟の再編成に奔走し始めた。ジンナーの活動にはリヤーカト・アリー・ハーン（en）の協力があった。しかし、1937年に実施された総選挙では、全国のムスリムのわずか5%しか支持が得られなかったばかりではなく、ムスリムが多数を占めるパンジャーブ、シンド、北西辺境州といった地域でも惨敗を喫した。惨敗の原因は、パンジャーブやベンガルも含めた全国規模でのムスリムの置かれた状況を政治課題に掲げていたジンナーをあくまで個人レベルで支持する層はいたが、各地で結成された地方政党は宗教を軸に結成された政党ではなく、あくまでも農民階層の権益保護を目的としていた。したがって、農民の支持はこれら地方政党に流れた。しかし、インド国民会議派が「大衆との接触」運動を展開すると、徐々にではあるがムスリム側にもヒンドゥー色が強くなる国民会議派に対する疑念が生じるようになった。その過程で、「パキスタン」構想が現実味をもったものとして急浮上してきたのである。
「パキスタン構想」の端緒は、ムハンマド・イクバールによるムスリムがインド国内でまとまった領土を持つことを主張した、1930年の連盟の議長演説である。1933年には、チョウドリー・ラフマト・アリーにより北西インドを「パキスタン」と呼ぶパンフレットが配布された。ジンナーはムスリム連盟が全国的に支持を集めるため従来の考えを捨て、イクバールが提唱した「パキスタン」構想の実現へと方針を大きく転換させた。この構想に基づき、ムスリムが自らの権益を護るためにはヒンドゥーが多数を占める統一インドとは別個の独立国家が必要であるという主張が展開された。ジンナーは、ムスリムとヒンドゥーは明確に別個の民族であり、両者の間には妥協して歩み寄る余地のない決定的相違があるという考えを持つにいたり、このような考えは、後に「二民族論」（Two-Nation Theory）として知られるようになる 。この考えは後にパキスタンがインドとは別個の国家として分離独立するさいの基礎理念となった。ジンナーは、もしヒンドゥー多数派のインドと一体となった形で独立した場合、そのような国家においてムスリムは社会の周縁においやられ、最終的にはヒンドゥーとムスリムの間での内戦に発展するだろうと宣言した。ジンナーの考え方の転換は、イクバールがジンナーと親密な関係を築いたためであるとされる 。
第二次世界大戦中の1940年に開催されたムスリム連盟ラホール大会において、ラホール決議（Lahore Resolution）が採択された。ジンナーは、議長演説で以下のように述べた。
こうして、ジンナーは「インド亜大陸のヒンドゥーとムスリムは互いに異なった民族である」（二民族論）と宣言し、ムスリム人口が多数を占める地域がヒンドゥー人口多数地域とは別に独立することを目指す決議を採択させた。
この様なジンナーの主張は、統一国家としての独立を目指す国民会議派によって否定され、またマウラーナー・アブル・カラーム・アーザード（en）、ハーン・アブドゥル・ガッファール・ハーン（en）、マウドゥーディーといったイスラーム指導者、あるいは他のムスリム政党ジャマーアテ・イスラーミーからの非難を浴びた。1943年にはジンナーを敵視する政治団体から暗殺されかかり、その際に刺傷を負った。

### パキスタン建国
1941年末、第二次世界大戦に大日本帝国が参戦（太平洋戦争）し、東南アジアから英国勢力を一掃した。日本陸海軍はビルマの戦いとインド洋作戦で英領インドに迫ったが、アメリカ軍やオーストラリア軍を相手とした太平洋戦線で劣勢となり、インパール作戦（1944年）敗退後は、ビルマ戦線では英国など連合国軍が日本を押し返していた。
1945年6月、インド総督ウェーヴェル伯爵は、夏の首都シムラーに、ガンディー、ジンナー、そして、その他の会議派のリーダーを招集した。ウェーヴェルは、インド総督と最高司令官を除いた、全員がインド人によって構成される行政参事会を創設し、これを暫定政府として機能させるという打開案を提示した。参事会は、同じ人数のヒンドゥー及びムスリムによって構成されるというムスリム側の要求が認められた内容であった。しかし、ジンナーは、自らがインド側のムスリムの代表であると考えており、参事会のメンバーは連盟によって指名されるべきであると主張をしたため、この会談は決裂した。
日本の降伏による大戦終結後の1945年から1946年にかけて、インドで総選挙が実施された。この選挙は、ムスリム連盟とインド国民会議派の一騎討ちの様相を呈した。中央議会選挙において国民会議派は非ムスリム割り当て枠の90%を確保、同時に8つの州で政権を握った。一方、ムスリム連盟も中央議会におけるムスリム割り当て枠30全てを独占し、地方議会のムスリム割り当て枠500のうち442議席を獲得した。ムスリム連盟が選挙で圧勝したのは、ベンガルやパンジャーブ州の地方政党の地盤を切り崩すことに成功したからである。1946年3月、イギリスは、ムスリムとヒンドゥーの対立を収拾する閣僚使節団を任命して、3層構造の連邦案を提示した。この連邦案に基づくと、州のグループ分けを実施し、ムスリムが多数派を占める東・西の地域とヒンドゥーが多数派を占める中央部・南部とグループ分けを行い、防衛・外交・交通・通信を統括する連邦政府のもとに位置づけた。また、その各グループには大きな自治権を付与することとした。イギリスが提示した連邦案は、国民会議派・ムスリム連盟の主張を同時に満たそうとするものであり、ジンナーはこの連邦案を了承した。一方、ネルー率いる国民会議派は、イギリスの連邦案はインドの一体性は保たれるものの中央政府の権限があまりにも貧弱であることを危惧した。実業界も将来のインドは強い中央政府による指導の下、貧困のない工業国にしなければいけないと考えていた。7月10日のネルー演説により、各州がどのグループに加わるかは自由に判断すべきと宣言したことにより、統一インドの芽が絶たれることとなった。
ジンナーの立場は窮地に陥った。ここでジンナーは8月16日、後に「カルカッタの大虐殺」としても知られる直接行動（en）を訴えた。ジンナーは直接行動の日において、ムスリム側は「どんな様式、形態においても直接的な暴力行為に訴えるための日であってはならない」と考えていたが、実際には暴動が発生した5日間で4000人以上のヒンドゥーとムスリムが死亡し、数千人が負傷した。また、ビハール州では7000人のムスリムが殺害される一方、ベンガル地方のノアカリ地域でも数千人のヒンドゥーが殺害されるという事態になった。このことにより、立憲主義者であり続けたジンナーの苦悩は募ることとなり、国民会議派はジンナーに対しての期待を一切捨て去ることとなった。
国民会議派は、ムスリムが政権を握る各州で攻勢を強め、パンジャーブ州と北西辺境州で政権を掌握していた。ジンナーは、シンド州とベンガル州におけるムスリム連盟の基盤強化に努めることとなった。シンド人とパンジャーブ人との間では、相克関係があったが、州分権主義と引き換えに、強力な連盟政権が成立した。暴動が治まらないベンガルで、事態を収集する方法は宗教を横断する形での連立政権であったが、国民会議派との連立はジンナーが認めるものではなかった。
1946年10月25日、中間政府の設立が宣告された 。この中間政府とはイギリスからインドをどのような形で独立するかを議論するために設立された政府であるが、国民会議派が多数派を占めていた。翌26日、連盟も中間政府の参加を決めた。とはいえ、連盟の中間政府参加は、ジンナーが望むような形で実現されたとはいえなかった。というのも、国民会議派との対等の立場はなく、ムスリムの代表権を連盟が独占しているわけでもなく、ムスリムに関する諸問題に対しての拒否権を有しているわけでもなかった。
国民会議派主導による憲法制定会議の議事開始が12月9日に始まるなか、ジンナーは一貫して前述のグループ分け問題の決定が優先されることを望んでいた。インド総督ウェーヴェルは、ジンナーの態度を｢譲歩する前にとるいつもの極端な態度」と考えていた。中間政府のヒンドゥーとムスリムの協力体制はついに実を結ぶ事はなく、1946年末には、パンジャーブ州の西部、東ベンガル州、バローチスターン、シンドの分割が検討され始めた。パンジャーブ州の分割の決定は、1947年3月8日になされた。国民会議派が多数を占めていた北西辺境州の帰属をめぐっては7月に選挙が実施され、パキスタンへの帰属が決まった。

### パキスタン総督として
ムスリム連盟の議員総会はデリー決議を行い、ムスリムが多数を占める6州が単一の主権独立国家パキスタンとして即時樹立されることを、インド総督ルイス・マウントバッテンに要求した。1947年6月、総督はこれに屈してインド・パキスタン分離独立案を発表し、8月にイギリス国王を国家元首に頂く独立君主制国家パキスタンが成立し、ジンナーはその総督に就任した。

### 最期
1940年代を通して、ジンナーは結核を患っていた。この事実を知っていたのは、ジンナーの姉妹とジンナーの側近のみであった。1948年になるとジンナーの健康状態は悪化していく一方であった。パキスタンがイギリスの統治から独立すると、その負荷がジンナーにのしかかりさらに健康状態を悪化させたのもまた事実である。
ジンナーは、バローチスターン州のズィアラート（パキスタンで夏の保養地として有名な地域）において数ヶ月の間、休養をとったが病状の改善は見られず、1948年9月11日、結核と肺がんの合併症により、71歳で死去した。
ジンナーの葬儀は、ジンナーを祀るためのジンナー廟の建設後に実施された。これ以降ジンナー廟において公式行事や軍隊セレモニーがその時々の節目に行われることとなった。

### ジンナーの家族のその後
娘ディーナーは、パキスタンの独立後もインドに残り、その後、アメリカ合衆国ニューヨーク市に住居を構えた。ジンナーの孫に当たるナスリー・ワーディヤーは、ムンバイ在住の企業家である。ジンナーの妹ファーティマ・ジンナーは、国家の母として知られるようになり、1963年から1964年にかけて実施された大統領選挙に立候補、アユーブ・ハーンに敗北した。
ムンバイに残されたジンナー・ハウスは現在インド政府が所有しているが、その帰趨をめぐっては議論が続いている。ジンナーはネルーに対して、いつか自分がムンバイに帰ったときのために保存しておいてもらうよう個人的に依頼していた。パキスタンはインド政府に対してジンナー・ハウスを領事館として使用することを申し出ているが、ディーナーの家族が自らの財産権を主張しており、事態は進展していない。

## 偶像、批判、研究
パキスタンにおいて、ジンナーは「カーイデ・アーザム（もっとも偉大な指導者）」として尊敬を集める存在であり、10パキスタン・ルピーを越える高額紙幣にジンナーの肖像画が描かれている。また、現在、ジンナー国際空港と呼ばれるカラチの国際空港はかつては、カーイデ・アーザム国際空港と呼ばれていた時代もあり、パキスタン航空のハブ空港で、国内随一の国際空港でもある。
ジンナーの名前を採用している道路はイスラーム世界に広がっており、トルコの首都アンカラ最大の通りCinnah Caddesi、あるいはイランの首都テヘランで最も新しい高速道路の名前もジンナーにちなんでいる。
かつてジンナーは、イギリス領インド帝国から分裂独立を招いた張本人という神話が存在した。このジンナーに対する評価は、インド総督の秘書官として活躍したメーナンの著作、"The Transfer of Power in India" (Orient Longman, 1957)の影響が大きい。イギリス帝国主義によって分割統治が展開されたインドにおいて、イギリスの政策にムスリム連盟が乗った形で、ヒンドゥー国家とは別の国家を無理にジンナーが中心となって建設しようとしたことから、インドとパキスタンの分離独立に際してインド側から多くのムスリムが、またパキスタン側から多くのヒンドゥーが流出したのだ、という神話である。
しかし今日では、ジャラール・アーイシャの著作、あるいは約30年間（1988年まで、30ページ分）の出版が、封印されていたモウラーナー・アーザードの"India Wins Freedom"（Orient Longman, 1957）が公刊され、ジンナーに対する評価は見直されてきた。前者ジャラールでは、インド総督のルイス・マウントバッテンが、独立発足の形をどのようにするかを迫る1947年6月3日の独立交渉最後の最後まで、ジンナーは統一インドとしての独立を希望し、逆に国民会議派がジンナーとムスリム連盟の選択肢を奪っていったことを描写した。そしてアーザードの封印された30ページが公にされると、これがジャラールの描写と一致していた事で、歴史研究においてジンナー評価が、再考を要することになった。